# Їржі Грдіна
Їржі Грдіна (чеськ. Jiří Hrdina; нар. 5 січня 1958, Прага, Чехословаччина) — чехословацький хокеїст, центральний нападник.
Чемпіон світу 1985. Входить до зали слави чеського хокею (2010) та символічної збірної «Спарти» двадцятого століття.

## Клубна кар'єра
В чехословацькій хокейній лізі грав за празьку «Спарту» (1977–1981, 1983–1988) та «Дуклу» із Тренчина (1981-82; 44 матчі, 11 голів). У сезоні 1982-83 армійська команда виступала у другому дивізіоні.
Атакувальна ланка «Спарти» Їржі Долежал — Їржі Грдіна — Давид Волек свого часу вважалася однією з найкращих у країні. Всього у вищому дивізіоні чемпіонату Чехословаччини провів 391 матч (128 голів).
У тридцять років розпочав виступи у НХЛ. Грав за «Калгарі Флеймс» (1987–1991) та «Піттсбург Пінгвінс» (1990–1992). Тричі вигравав Кубок Стенлі. Перший європейський гравець, який здобував цей трофей у складі двох різних команд.

## Виступи у збірній
У складі національної збірної був учасником двох Олімпіад (1984, 1988). У Сараєво здобув срібну нагороду.
Брав участь у шести чемпіонатах світу та Європи (1982, 1983, 1985–1987, 1990). На світових чемпіонатах виграв одну золоту (1985), дві срібні (1982, 1983) та дві бронзові нагороди (1987, 1990). Віце-чемпіон Європи 1982, 1983, 1985, 1987; третій призер 1990. За збірну виступав на двох кубках Канади: 1984, 1987 (11 матчів, 1 гол).
На чемпіонатах світу та Олімпійських іграх провів 76 матчів (22 закинуті шайби), а всього у складі національної збірної — 194 матчі (55 голів).

## Нагороди та досягнення
| Нагороди         | Команда              | Кіл. | Роки                   |
| ---------------- | -------------------- | ---- | ---------------------- |
| Олімпійські ігри |                      |      |                        |
| Срібло           | Чехословаччина       | 1    | 1984                   |
| Чемпіонат світу  |                      |      |                        |
| Золото           | Чехословаччина       | 1    | 1985                   |
| Срібло           | Чехословаччина       | 2    | 1982, 1983             |
| Бронза           | Чехословаччина       | 2    | 1987, 1990             |
| Кубок Канади     |                      |      |                        |
| Півфінал         | Чехословаччина       | 1    | 1987                   |
| Чемпіонат Європи |                      |      |                        |
| Срібло           | Чехословаччина       | 4    | 1982, 1983, 1985, 1987 |
| Бронза           | Чехословаччина       | 1    | 1990                   |
| Кубок Стенлі     |                      |      |                        |
| Володар          | «Калгарі Флеймс»     | 1    | 1989                   |
| Володар          | «Піттсбург Пінгвінс» | 2    | 1991, 1992             |